# Won Hire Coulibaly
Won Hire Coulibaly (født 19. september 1989) er en ivoriansk håndboldspiller. Hun spiller på Elfenbenskystens håndboldlandshold, og deltog under VM 2011 i Brasilien.